# Phoroncidia triunfo
Phoroncidia triunfo är en spindelart som beskrevs av Claude Lévi 1964. Phoroncidia triunfo ingår i släktet Phoroncidia och familjen klotspindlar. Inga underarter finns listade i Catalogue of Life.